# Ermera (Gemeinde)
| Munisípiu Ermera (tetum) Município de Ermera (port.) |            |            |
| In der Gemeinde Ermera                               |            |            |
| Daten                                                |            |            |
| Hauptstadt                                           | Gleno      | Gleno      |
| Fläche                                               | 756,47 km² | 756,47 km² |
| Einwohnerzahl (2022)                                 | 137.750    | 137.750    |
| Zahl der Haushalte (2022)                            | 25.536     | 25.536     |
| ISO 3166-2:                                          | TL-ER      | TL-ER      |
| Verwaltungsämter                                     | Einwohner  | Fläche     |
| Atsabe                                               | 19.826     | 164,44 km² |
| Ermera                                               | 40.294     | 91,47 km²  |
| Hatulia                                              | 20.285     | 196,03 km² |
| Hatulia B                                            | 21.479     | 79,08 km²  |
| Letefoho                                             | 22.064     | 133,30 km² |
| Railaco                                              | 13.802     | 92,15 km²  |
| Karte                                                |            |            |
| Übersichtskarte Ermera                               |            |            |

Ermera ist eine Gemeinde Osttimors und das wichtigste Kaffeeanbaugebiet des Landes.

## Name
„Ermera“ bedeutet auf Mambai „rotes Wasser“. Die Vorfahren der heutigen Einwohner der Region fanden, als sie in das Land kamen, hier eine Quelle mit blutrotem Wasser.

## Geographie

### Übersicht

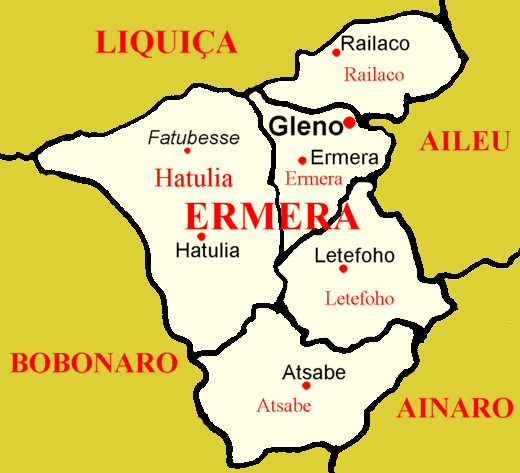
Ortschaften in Ermera
(Grenzen von 2003–2015)

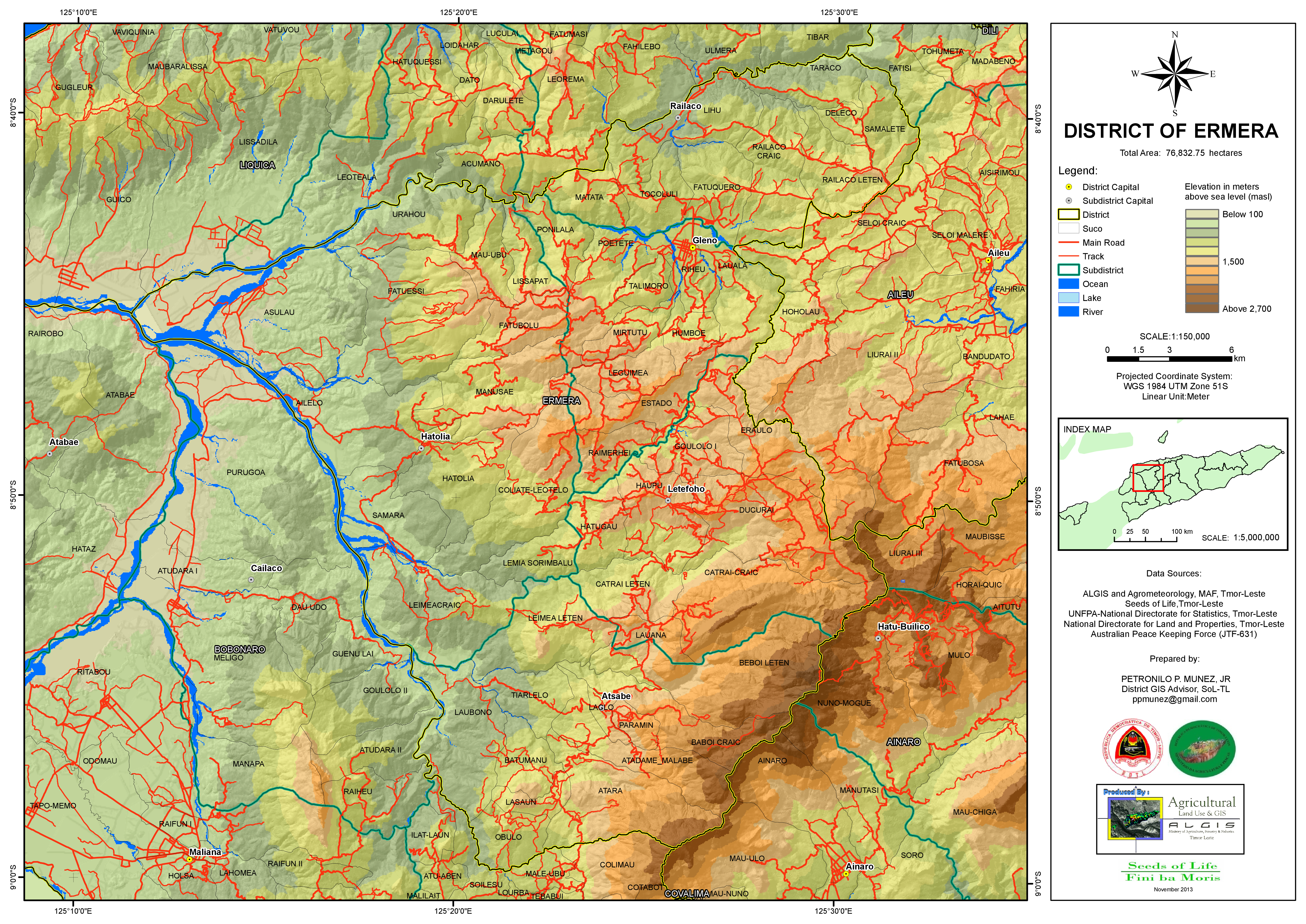
Straßennetz und Topographie Ermeras

Ermera liegt im Nordwesten von Osttimor und ist eine der beiden Gemeinden des Landes ohne Meeresküste. Sie grenzt im Norden an die Gemeinde Liquiçá, im Nordosten an Dili, im Osten an Aileu, im Südosten an Ainaro und im Westen an Bobonaro, dessen Grenze zu Ermera fast vollständig vom Fluss Lóis und dessen Nebenfluss Marobo gebildet wird.
Die Landschaft ist von Bergen geprägt, die von einigen Flüssen durchzogen werden. Außer in der Nähe des Lóis liegt die gesamte Gemeinde über 500 m über dem Meer. Zumeist sind es die östlichen Zuflüsse des Lóis, wie der Eohora im Norden der Gemeinde. Nahe Atsabe liegt Osttimors bekanntester Wasserfall, der Bandeira. Der Gipfel des Tatamailau liegt an der Grenze zu Ainaro. Um den Berg befindet sich eine Important Bird Area. Die Important Bird Area des Berges Fatumasin (Gemeinde Liquiçá) reicht bis nach Ermera hinein.
Die Gemeinde hat eine Fläche von 756,47 km². Hauptstadt der Gemeinde ist der in der indonesischen Besatzungszeit entstandene Ort Gleno im Nordosten der Gemeinde. Etwa fünf Kilometer weiter südwestlich liegt die alte Hauptstadt Ermera, nach welcher die Gemeinde benannt ist. Die beiden Orte bilden die urbanen Gebiete in der Gemeinde.
Die Gemeinde unterteilt sich in die Verwaltungsämter Atsabe, Ermera, Hatulia (Hatólia), Letefoho (Letefuó), Railaco und seit 2022 Hatulia B.
Der Großteil der Gemeinde gehört zur permischen oder paläozänischen Aileuformation, eine Abfolge von Tonstein und maritimen Sandstein, die kohärenten harten Fels bildet. Dieser ist typischerweise gebrochen und verworfen. Lokal findet sich Grundwasser innerhalb dieser Frakturen.

### Entfernungen
| Entfernungen [km] |        |       |              |          |         |
| Ort               | Atsabe | Gleno | Hatolia Vila | Letefoho | Railaco |
| Atsabe            |        | 50,5  | 68,9         | 23       | 61,6    |
| Gleno             | 50,5   |       | 32,4         | 26,9     | 11,1    |
| Hatolia Vila      | 68,9   | 32,4  |              | 45,3     | 43,5    |
| Letefoho          | 23     | 26,9  | 45,3         |          | 38      |
| Railaco           | 61,6   | 11,1  | 46,5         | 38       |         |

Gleno liegt von der Landeshauptstadt Dili 62 Kilometer entfernt.

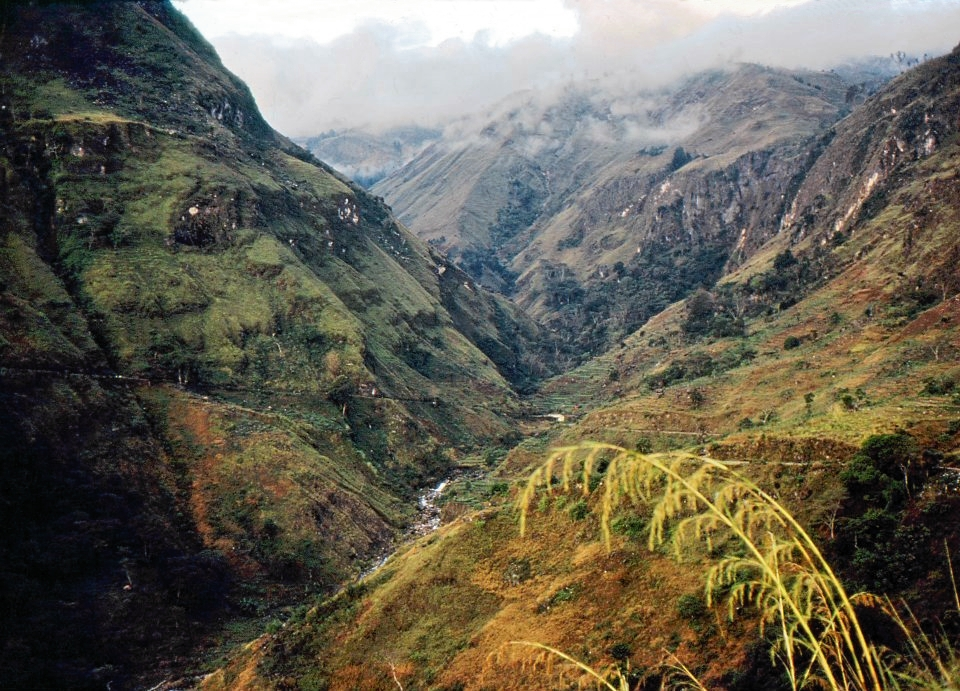
Berge bei Atsabe
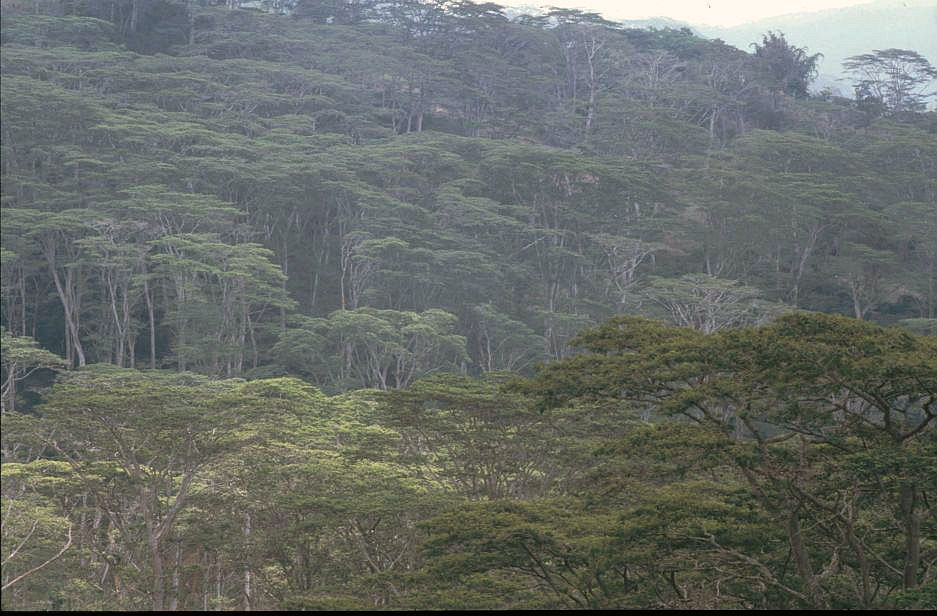
Schattenbäume bei Ermera

### Klima
Von Oktober bis Mai dauert die Regenzeit, in der Trockenzeit gibt es kaum Niederschläge. Als Bergregion verfügt Ermera über ein milderes Klima, als die Küstenregionen Osttimors. Die Temperaturen liegen normalerweise zwischen 24,5 und 30,5 °C. Gerade die am höchsten gelegenen Verwaltungsämter Letefoho und Atsabe sind deutlich kühler. Hier kann die Temperatur in den bewohnten Gebieten, während der Regenzeit nachts auf 15 bis 17 °C sinken.
Durch den Klimawandel verlängert sich die Trockenzeit, was zu Wassermangel führt. In der Regenzeit treten vermehrt Überschwemmungen.

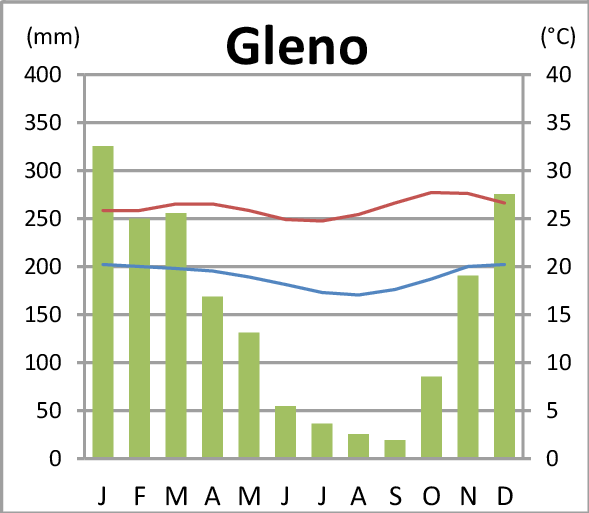
Klimadiagramm von Gleno
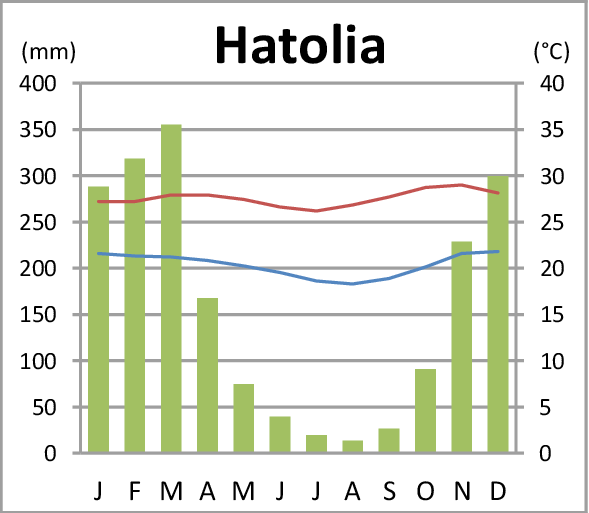
Klimadiagramm von Hatolia Vila

## Einwohner

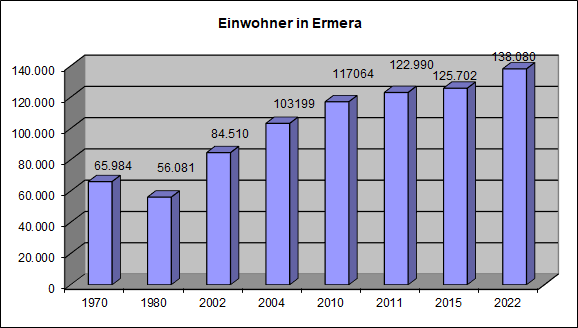
Entwicklung der Einwohnerzahl in Ermera

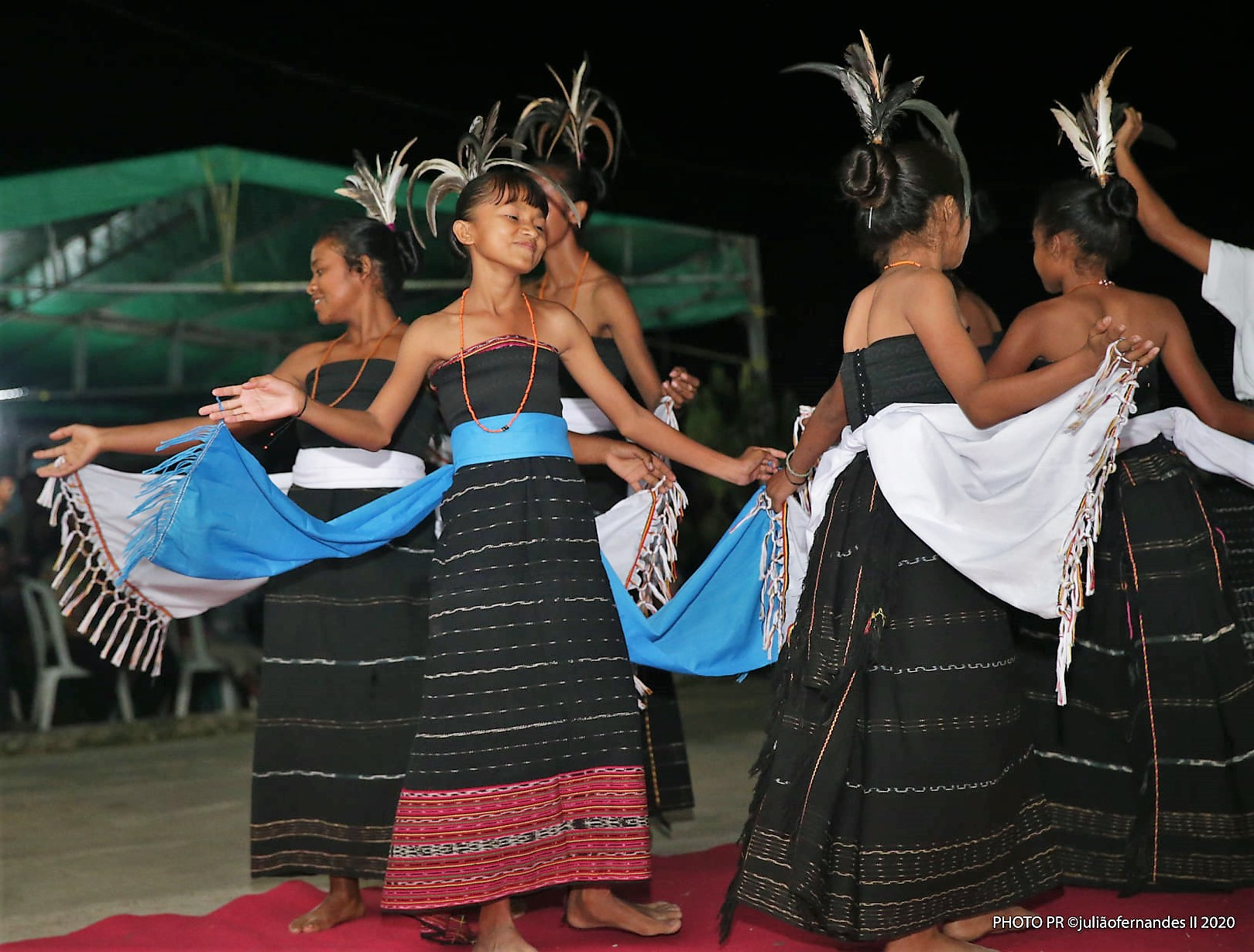
Tänzerinnen in Gleno

In der Gemeinde leben 137.750 Menschen (2022, 2011: 122.990). Von den Einwohnern sind 70.261 Männer und 67.489 Frauen. Auf 104 Männern kommen 100 Frauen Zwischen 2015 und 2022 lag das jährliche Bevölkerungswachstum bei 1,3 %. Der Landesdurchschnitt liegt bei 1,8 %. Zwischen 1990 und 2004 wuchs die Zahl der Einwohner Ermeras jährlich noch um 2,05 %. 12.546 von ihnen wohnen in einer urbanen Umgebung, 125.204 im ländlichen Teil der Gemeinde.
Der Altersdurchschnitt liegt bei 17,2 Jahren (2010). Hatte 2004 in Ermera jede Frau durchschnittlich 6,10 Kinder, stieg die Anzahl über 7,33 Kinder in Atsabe, 8,69 in Letefoho und 9,31 in Hatulia, bis auf 9,89 Kinder pro Frau in Railaco an (Landesdurchschnitt 6,99). Die Kindersterblichkeit lag 2002 in Ermera bei 90 Todesfällen pro 1000 Lebendgeburten (1996: 118), in Railaco bei 108 (107), in Hatulia bei 110 (129), in Letefoho bei 119 (156) und in Atsabe bei 121 (164). Der Landesdurchschnitt betrug 98. Railaco ist einer von 14 Verwaltungsämtern, in denen die Kindersterblichkeit entgegen dem Landestrend anstieg.
Die Menschen in der Gemeinde sprechen als Muttersprache verschiedene Nationalsprachen. 61,3 % sprechen Mambai (größte Sprachgruppe in den Verwaltungsämtern Letefoho und Railaco); 18,9 % sprechen Tetum Prasa (Verwaltungsämter Ermera, Hatulia und Hatulia B); 15,5 % sprechen Kemak (Verwaltungsamt Atsabe, große Minderheit in Hatulia). Berücksichtigt man auch die Zweitsprachen, so sprachen 2015 92,9 % Tetum, 27,5 % Bahasa Indonesia, 27,8 % Portugiesisch und 13,7 % Englisch.
1997 betrug der Anteil der Muslime noch 2 % und jener der Protestanten knapp 2 %. Die Anteile dieser beiden Minderheiten nahmen im Rahmen der Unabhängigkeit von Osttimor durch Auswanderung nach Westtimor weiter ab. 2004 waren 97,6 % der Einwohner Katholiken, 1,7 % Anhänger der traditionellen, animistischen Religion Timors, 0,5 % Protestanten und 0,1 % Muslime. Bei der Volkszählung 2015 registrierte man 99,23 % Katholiken, 0,57 % Protestanten, nur noch 0,15 % Animisten, 23 Muslime, 22 Buddhisten und 14 andere.
Von den Einwohnern, die drei Jahre oder älter sind, besuchten 2015 36,1 % eine Schule. 20,4 % hatten die Schule verlassen. Nie eine Schule besucht haben 41,6 %, was deutlich über dem Landesdurchschnitt liegt. 4,0 % der Einwohner Ermeras haben nur die Vorschule besucht, mehr als ein Viertel nur die Grundschule. Weiterführende Schulen haben ein Fünftel der Einwohner abgeschlossen. Ein Diplom oder abgeschlossenes Studium können 2,8 % vorweisen; auch hier sind die Zahlen deutlich besser als im Landesdurchschnitts. Die Analphabetenrate betrug 2015 30,0 % (Frauen: 33,1 %; Männer: 26,9 %), nach Oe-Cusse Ambeno die höchste im Land. 2004 lag sie noch bei 71,1 %.
| Schulbildung | Schulbildung  | Schulbildung   | Schulbildung        |  | Schulabschluss | Schulabschluss | Schulabschluss | Schulabschluss | Schulabschluss          | Schulabschluss | Schulabschluss |
|              | in der Schule | Schule beendet | nie in einer Schule |  | Vorschule      | Grundschule    | Prä- Sekundär  | Sekundär       | Diplom/Fach- hochschule | Universität    | Kein Abschluss |
| Frauen       | 34,4 %        | 18,2 %         | 45,5 %              |  | 3,9 %          | 26,2 %         | 10,7 %         | 8,7 %          | 0,3 %                   | 1,8 %          | 0,6 %          |
| Männer       | 37,7 %        | 22,7 %         | 37,7 %              |  | 4,2 %          | 30,8 %         | 10,9 %         | 9,9 %          | 0,5 %                   | 2,9 %          | 0,6 %          |
| gesamt       | 36,1 %        | 20,4 %         | 41,6 %              |  | 4,0 %          | 28,5 %         | 10,8 %         | 9,3 %          | 0,4 %                   | 2,4 %          | 0,6 %          |

## Geschichte

### Portugiesische Kolonialzeit

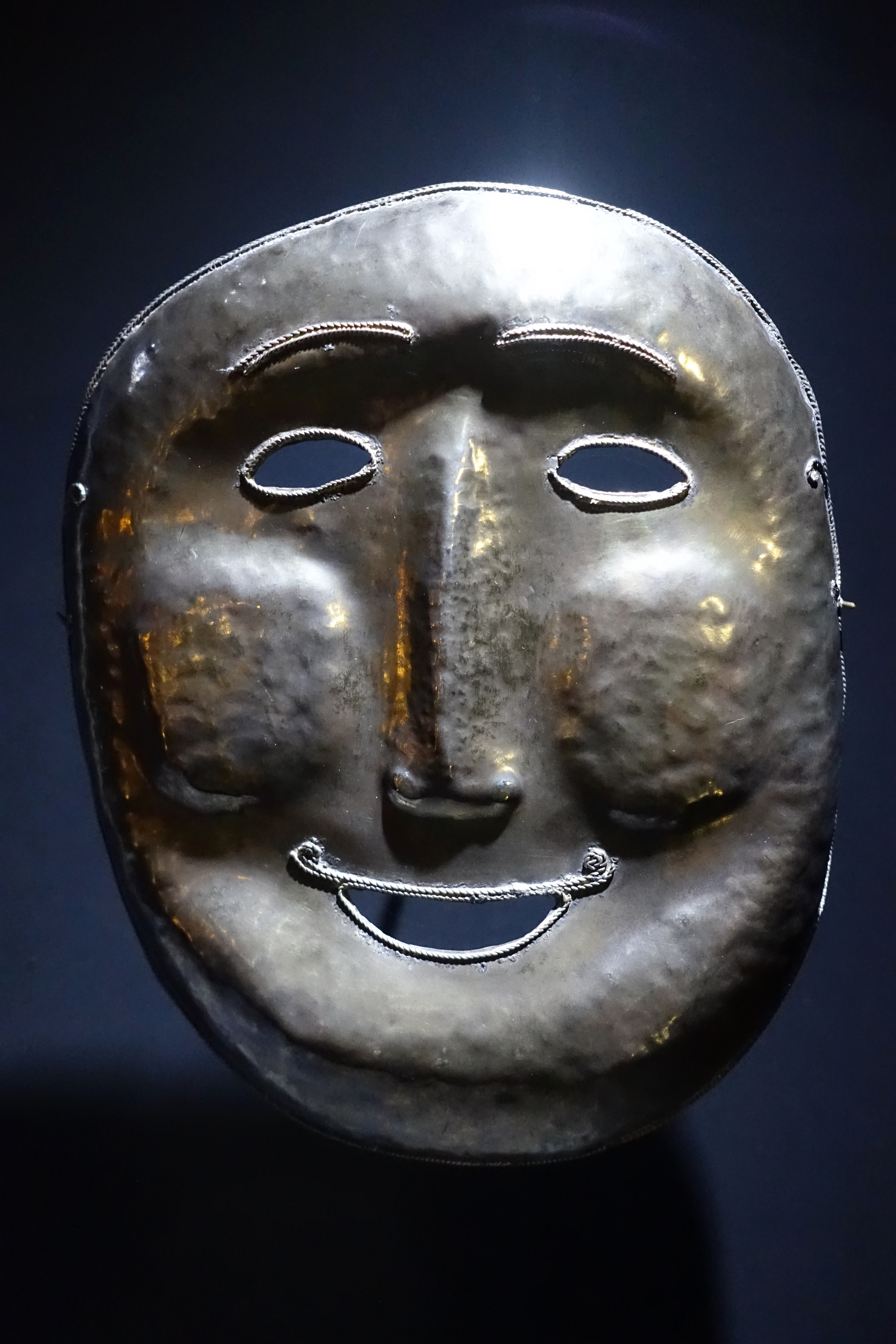
Goldmaske aus Atsabe (ca. 1930)

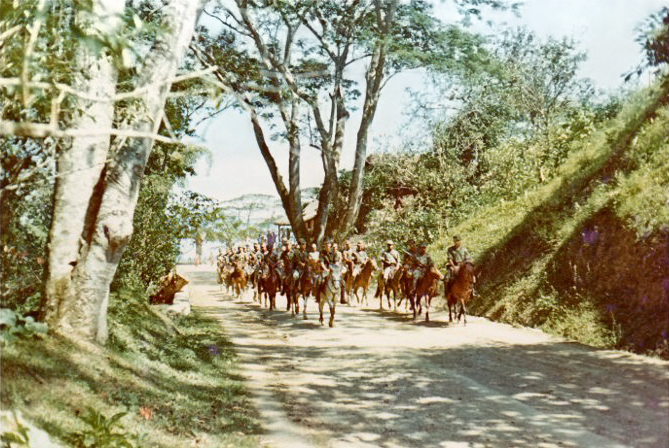
Portugiesische Reiterpatrouille bei Atsabe (1968/70)

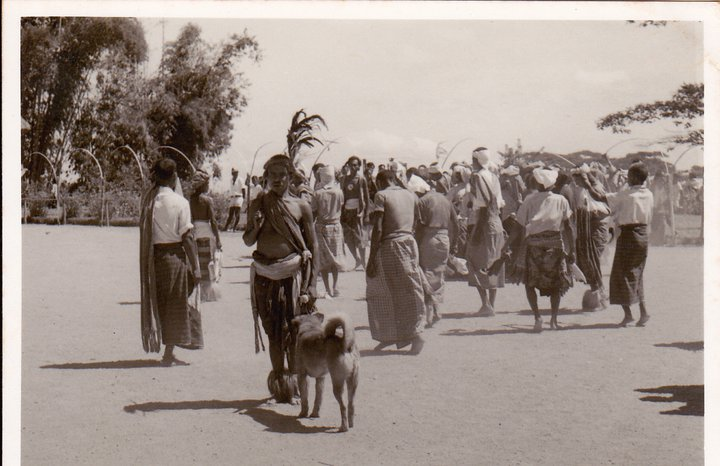
Morador auf einem Fest in Atsabe (1968/70)

Im Frühjahr 1867 erhoben sich die unter der Oberhoheit von Maubara stehenden Kemak aus Leimea. Gouverneur Francisco Teixeira da Silva schlug den Widerstand in einem ungleichen Kampf nieder. In der 48 Stunden dauernden entscheidenden Schlacht mussten sich die Rebellen gegen eine an Feuerkraft überlegene Übermacht wehren. 15 Dörfer wurden eingenommen und niedergebrannt. Die Anzahl der Opfer unter den Timoresen ist nicht bekannt, die Portugiesen bezifferten ihre Verluste mit zwei Toten und acht Verwundeten. Das Territorium Leimeas wurde auf die benachbarten Reiche aufgeteilt.
Das Kemak-Reich von Deribate lag im heutigen Hatulia. 1896 starben hier über 400 Menschen durch eine Strafaktion der Portugiesen. Im Jahr darauf wurde das Jahr für aufgelöst erklärt, die Liste der Liurais von Deribate reicht aber noch bis 1937.
Atsabe war bereits vor der Kolonialzeit eines der Zentren Timors. Herrscher war der Koronel bote (tetum Liurai) der Atsabe-Kemak. Atsabe dominierte früher die gesamten von Kemak bewohnten Gebiete in Osttimor. Das betraf neben der Region von Atsabe Gebiete im Norden des heutigen Bobonaro, im nördlichen Ainaro und im Gebiet von Suai. Die Kemak setzten sich lange gegen die portugiesische Kolonialisierung zur Wehr. So waren mehrere Reiche Ermeras an der Cailaco-Rebellion gegen die Portugiesen im 18. Jahrhundert beteiligt. Erst im März 1895 führte Gouverneur José Celestino da Silva eine Offensive gegen Obulo, um es endgültig für Portugal zu unterwerfen. 1903 scheiterte ein Aufstand Letefohos gegen die portugiesischen Kolonialherren. 1907 konnte der Liurai Nai-Cau die Unabhängigkeit Soros vom Atsabe-Reich erringen. Die portugiesische Oberhoheit war davon nicht betroffen.

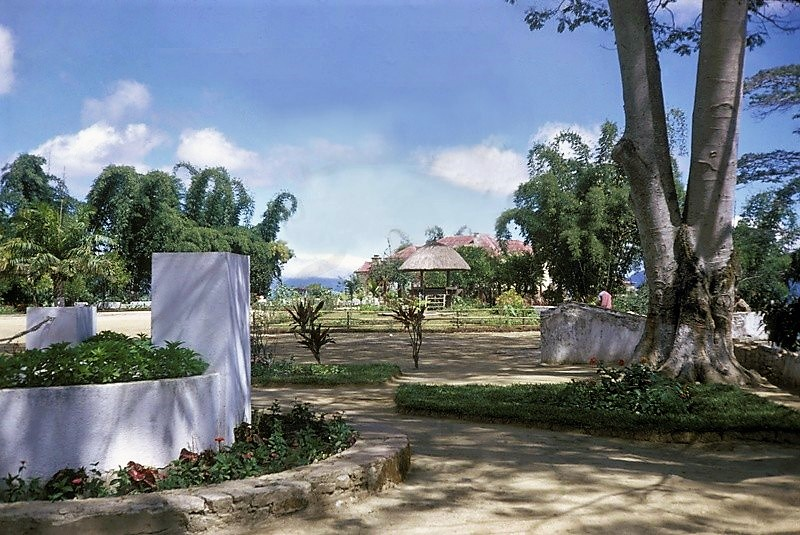
Garten des Administrators von Atsabe (1969)

Während der Schlacht um Timor im Zweiten Weltkrieg war der Ort Ermera der einzige portugiesische Militärposten, der nicht von den Japanern erobert wurde. Stattdessen besetzte die Sparrow Force der Alliierten Ermera 1942 mehrmals. Die Kirche, der Militärposten und andere Gebäude wurden im Krieg zerstört, Die Atsabe-Kemak passiven Widerstand gegen die Japaner, indem sie sich weigerten Zwangsarbeit zu leisten oder Lebensmittel an die Japaner zu liefern. Der Kemak-Herrscher Dom Siprianu und sechs seiner Verwandten wurden deswegen von den Japanern hingerichtet. Siprianus Sohn Dom Guilherme Maria Gonçalves war zwischen 1978 und 1982 Gouverneur Indonesiens von Timor Timur, wie Osttimor während der Besatzung hieß.
1946 wurde der Verwaltungsbezirk Ermera geschaffen. Der Großteil des Gebiets war zuvor Teil des Verwaltungsbezirks Suro, nur Atsabe gehörte vorher zum Verwaltungsbezirk Fronteira. Zusätzlich kamen vom Kreis Dili die Postos Bazartete, Liquiçá und Maubara zu Ermera. 1960 wurde Ermera zum Kreis erhoben. Zwischen 1963 und 1970 wurde der Kreis Liquiçá aus den drei Postos an der Küste gebildet.
Am 15. Mai 1966 kam es zu einem schweren Verkehrsunfall an der Straße von Fatubessi nach Ermera. 21 Menschen starben, als sie zu einer Messe des Bischofs in Ermera fahren wollten. Ein kleines Denkmal am Unfallort erinnert daran.
Mitte 1975 kam es im Rahmen des Entkolonisationsprozess zum Bürgerkrieg zwischen UDT und FRETILIN. Am 1. September ermordeten UDT-Kämpfer mindestens 30 Menschen beim Massaker von Klaek Reman und Aifu im Suco Poetete. Als die UDT unterlag, flohen viele Anhänger über die Grenze in das indonesische Westtimor. Viele Osttimoresen wurden auch gewaltsam in den Westen verschleppt und als Partisan oder Mitglied des indonesischen Zivilschutzes (Hansip) zwangsrekrutiert. Schätzungsweise 1.000 Einwohner Ermeras kamen so Anfang September 1975 in das westtimoresische Atambua und kehrten erst im Juni 1976 in ihre Heimat zurück.

### Indonesische Besatzungszeit

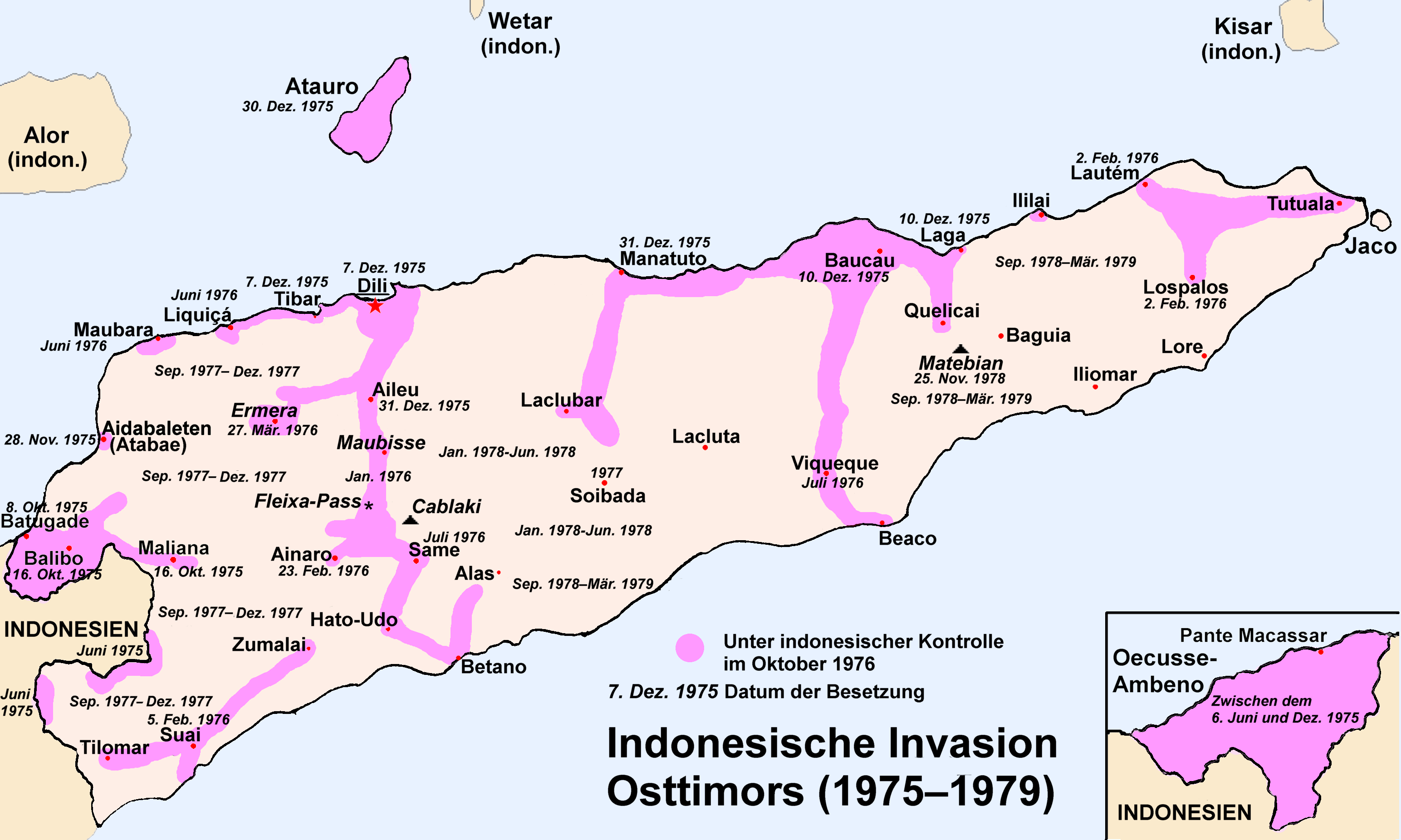
Verlauf der indonesischen Invasion (1975–1979)

Nach der Unabhängigkeitserklärung Osttimors am 28. November 1975 begann Indonesien neun Tage später das Nachbarland zu besetzen (Operation Seroja), nachdem es schon in die Grenzregionen eingedrungen war. Bis Oktober 1976 wurden größere Orte und Straßen besetzt, im damaligen Distrikt die Hauptstadt Ermera und die Straße nach Aileu. Im Distrikt Ermera entstanden bases de apoio in Fatubessi und nah dem Tatamailau in Catraileten, in denen die geflohene Zivilbevölkerung von der Widerstandsbewegung FALINTIL angesiedelt wurde. Ab September 1977 begann die indonesische Armee mit der Zerstörung der Basen und der Besetzung der letzten Widerstandsgebiete in Ermera. In Lesemau wird vermutet, dass das indonesische Militär Bomben mit Giftstoffen abwarf, die Nahrungs- und Wasservorräte der Flüchtlinge kontaminierte. Die Menschen wurden auseinandergetrieben oder gefangen genommen. Bis Februar 1978 war der Distrikt vollständig unter indonesischer Kontrolle.
Anfang 1979 wurden etwa hundert Männer aus der bisherigen Hauptstadt Ermera und dem Suco Ponilala von der indonesischen Besatzungsmacht an den Ort gebracht, wo heute die Stadt Gleno steht. Das indonesische Militär zwang die Männer, das bisher unbewohnte Gebiet zu roden und von der Vegetation zu befreien, damit hier die neue Stadt gebaut werden konnte. Erfüllten die Zwangsarbeiter ihr Tagespensum nicht, wurden sie zur Strafe gefoltert. Drei Männer, die zu krank zum Arbeiten waren, wurden von den Soldaten umgebracht. Da man in der Zeit keine Gärten anlegen konnte, erfolgte die Versorgung mit Nahrungsmitteln durch das Militär. Als die Arbeiten an der neuen Hauptstadt Gleno 1983 beendet waren, stellte das Militär die Versorgung ein. Die Familien der Zwangsarbeiter wurden nun ebenfalls nach Gleno zwangsumgesiedelt. Weil immer noch keine Gärten zur Grundversorgung angelegt worden waren, kam es zu Todesfällen durch Verhungern. Erst ab 1985 durften sich die Bewohner Glenos frei bewegen.

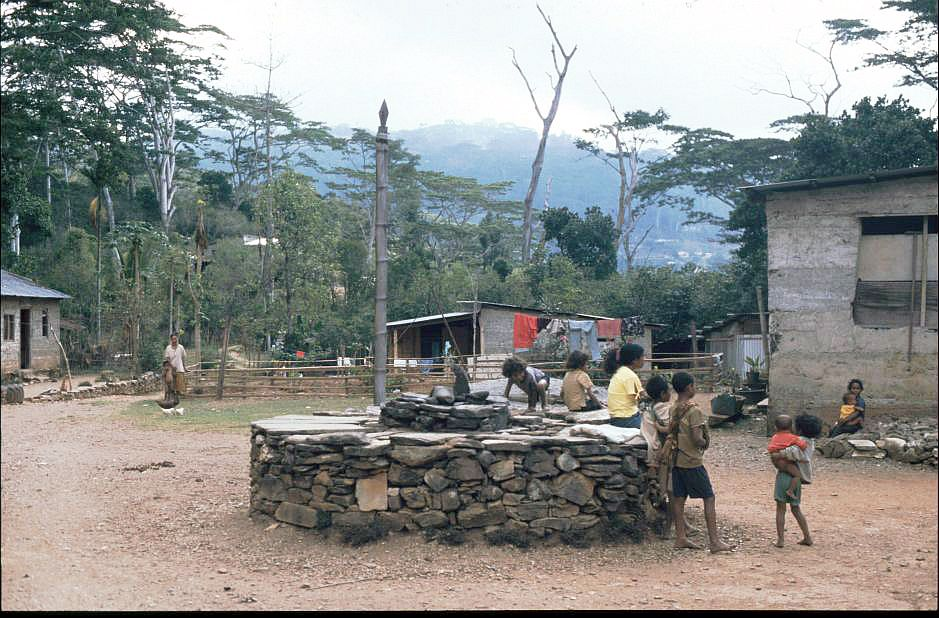
Animistischer Steinaltar in Apido in der Nähe von Ermera

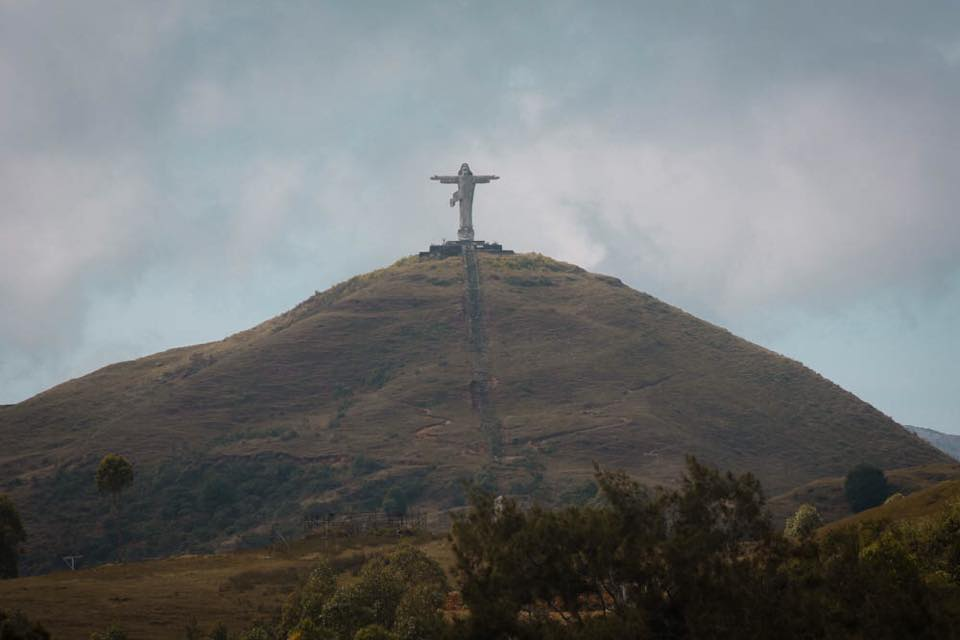
Christusstatue in Letefoho

Während indonesischen Operation Donner im Umfeld des Unabhängigkeitsreferendums von 1999 operierten in Hatulia und Ermera die pro-indonesischen Milizen Darah Merah, Aitarak und Pancasila zusammen mit dem indonesischen Militär gegen Befürworter der Unabhängigkeit Osttimors. In April erhielt Darah Merah von der Distriktkommandatur (Kodim) der indonesischen Armee moderne Schusswaffen und zwei Militärfahrzeuge. 200 Darah Merah-Milizionäre griffen daraufhin CNRT-Mitglieder im damaligen Subdistrikt Hatulia an. Es kam zu einem Gefecht, in dessen Verlauf ein Milizionär und zwei CNRT-Mitglieder ums Leben kamen. Weitere Gewalt brachte im April Einwohner von Ermera, Gleno und Atsabe dazu aus ihren Häusern zu fliehen. Am 10. April brannten indonesische Soldaten gemeinsam mit Darah Merah-Milizionären dutzende Häuser im Ort Ermera nieder. Im Mai wurden mehrere Dörfer überfallen. Vier Verantwortliche wurden 2004 wegen 14fachen Mordes, Folter und Vergewaltigung verurteilt. Letefoho musste in den folgenden Jahren größtenteils wieder neu aufgebaut werden. Auch Gleno litt schwer unter Zerstörungen. Nach der Abstimmung am 30. August deportierten die Darah Integrasi-Miliz und indonesisches Militär gewaltsam schätzungsweise 43.000 Einwohner des Distrikts Ermera nach Atambua. 10.000 Einwohner flohen in die Berge. Da die Fahrzeuge nicht reichten, mussten die Lastwagen mehrmals zwischen Ost- und Westtimor hin- und herfahren. Die Häuser der Deportierten wurden angezündet. Ganze Dörfer wurden entvölkert. Freiwillig gingen nur die Familienmitglieder der Milizen und der indonesischen Streitkräfte. Einige Dörfer konnten sich gegen die drohende Deportation wehren. Als am 9. September die Darah Integrasi 20 Häuser der Aldeia Hunda (Suco Hatugau, Subdistrikt Letefoho) niederbrannten, suchten die meisten Leute Schutz im Haus des Chefe de Aldeia.
Tausende Flüchtlinge aus Liquiçá, versammelten sich ab Februar 1999 infolge der Gewaltwelle im Umfeld des anstehenden Unabhängigkeitsreferendum in Sare (Suco Aculau). Eine internationale Hilfslieferung brachte Anfang Juli 25 Tonnen Lebensmittel zu dem Dorf. Zu diesem Zeitpunkt befanden sich dort 3800 Flüchtlinge, 2250 alleine aus Guiço. Im Februar/März waren es noch 5000, aber einige zogen weiter nach Atabae und nach Hatolia Vila. Allein zwischen Februar und Juli wurden 23 Frauen durch Milizionäre vergewaltigt und fünf Personen durch die pro-indonesischen Milizen Besi Merah Putih (BMP) und Halilintar ermordet, die in der Region operierten. Die Opfer wurden getötet, als sie versuchten von ihrem Heim Maniokwurzeln für ihre Familien zu holen. Im Februar hatten die Flüchtlinge noch Nahrungsmittel von der Bevölkerung in Aculau bekommen, im März reichten die Vorräte dafür aber nicht mehr aus, so dass die Flüchtlinge in den Wäldern nach Nahrung suchen mussten und versuchten eigene Gärten anzulegen. Immer wieder wurden Hütten und Gärten der Flüchtlinge durch die BMP niedergebrannt, Zinkdächer und Nutzvieh wurden geraubt. Jeden Tag starben nach Angaben des Chefe de Suco von Aculau drei bis vier Menschen in dem Flüchtlingslager. Unter den Flüchtlingen grassierten Malaria, Atemwegserkrankungen, Durchfall und Ruhr. Zwar gab es eine medizinische Station im Suco, die einzige Krankenschwester war aber im März 1998 nach Hatolia Vila geflohen. Für das Unabhängigkeitsreferendum am 30. August 1999 wurde für die Flüchtlinge extra ein Wahllokal in Sare eingerichtet, da sie sich nicht trauten nach Hause zurückzukehren. Jene, die für die Abstimmung in ihren Heimatort zurückkehrten, verließen ihn aus Angst vor weiterer Gewalt sofort nach Abgabe der Stimme wieder. Die Flüchtlinge kehrten erst endgültig in ihre Heimat zurück, als im September die internationale Eingreiftruppe (INTERFET) eintraf.

### Im unabhängigen Osttimor
In verschiedenen Teilen Ermeras kam es in den ersten Jahren der Unabhängigkeit immer wieder zu gewalttätigen Zwischenfällen, bei denen die Organisation Colimau 2000 verwickelt war. Im Januar 2003 wurden zwei Dörfer im Subdistrikt Atsabe überfallen und es kam zu weiteren Zwischenfällen im Subdistrikt Hatulia. Im November 2006 starben mehrere Menschen in Estado/Subdistrikt Ermera, als Mitglieder der Colimau 2000 einen Martial-Arts-Club angriffen.
Nach den Unruhen in Osttimor 2006 waren die Berge von Ermera das Rückzugsgebiet der Petitioners, der rebellierenden Teile der Armee. Erst nach dem Attentat auf die höchsten Politiker des Landes 2008, bei dem der Rebellenführer Alfredo Reinado umkam, ergaben sich schließlich die letzten Rebellen den Behörden.
2014 wurden die Distrikte in ganz Osttimor in „Gemeinden“ und die Subdistrikte in „Verwaltungsämter“ umgewandelt.

## Politik

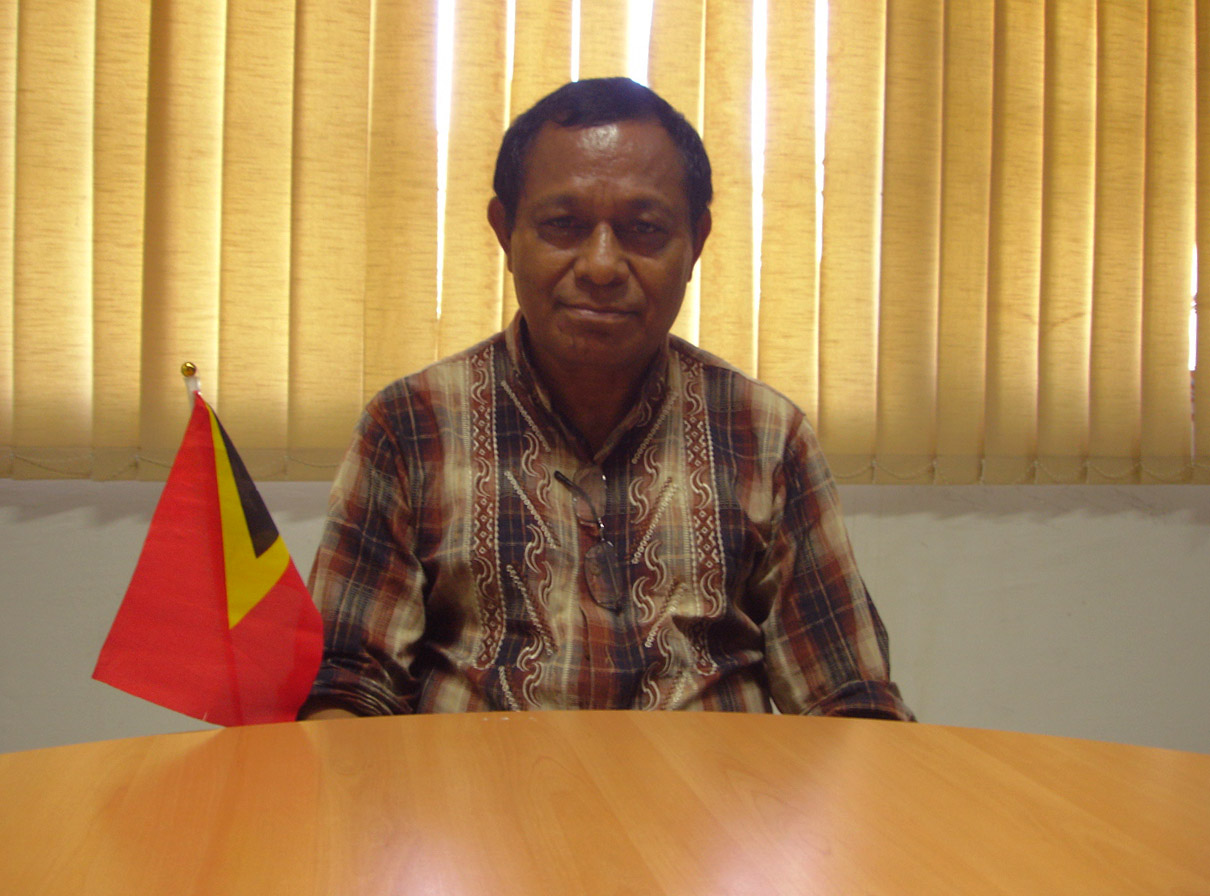
Victor dos Santos, Administrator von Aileu (2014)

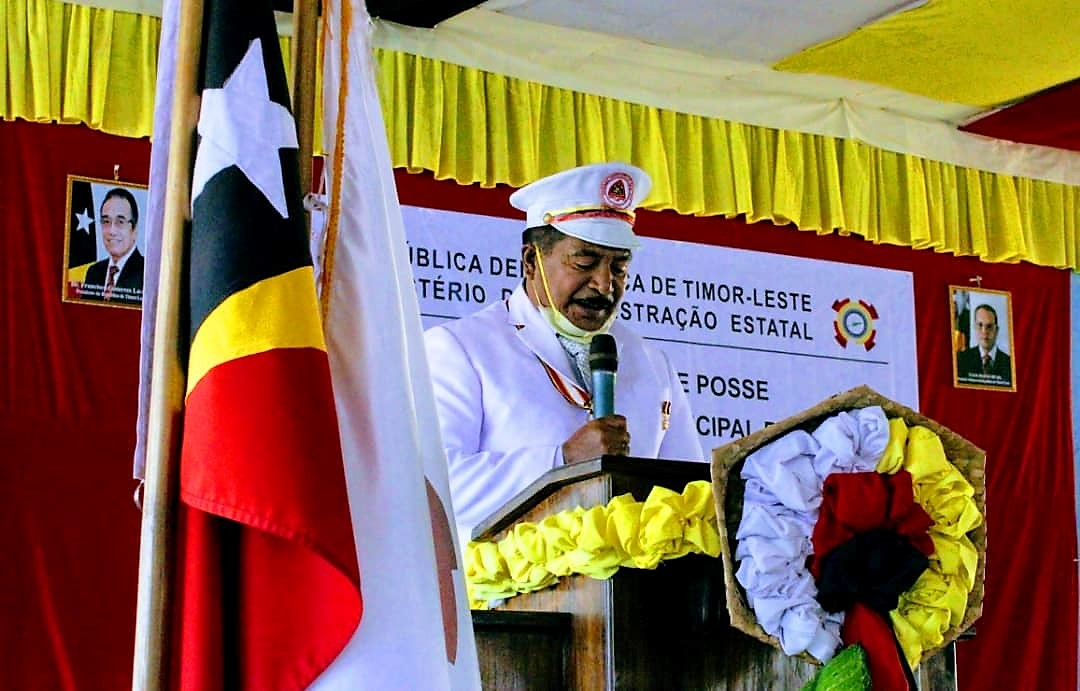
Eusébio Salsinha bei seiner Vereidigung (2021)

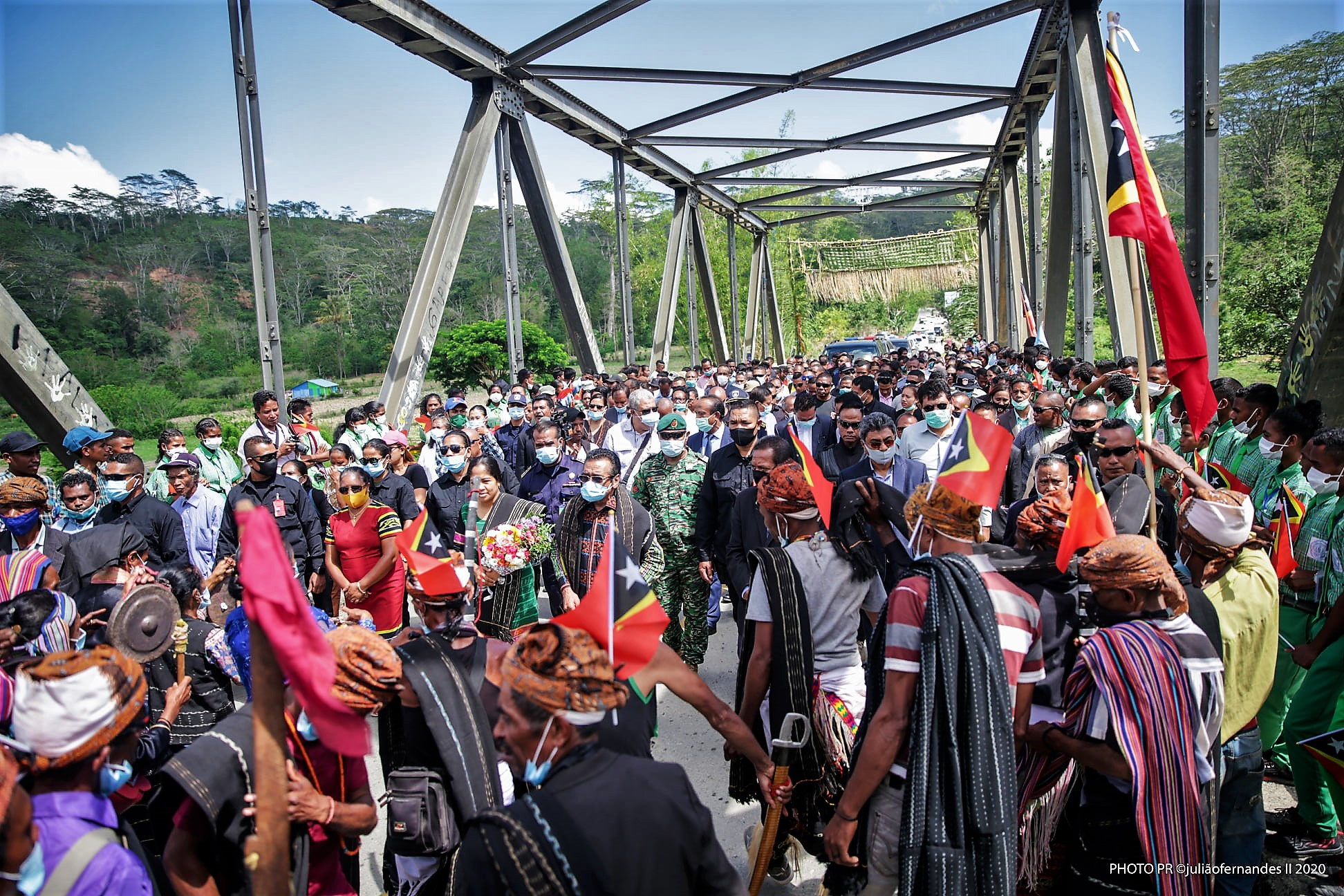
Staatspräsident Guterres zu Gast in Fatuquero (2020)

Die Gemeindeverwaltung untersteht einem Präsidenten (Presidente Autoridade Município, früher Administrator), der von der Landesregierung in Dili ernannt wird. Seit 2024 hat dieses Amt José Martinho dos Santos Soares inne.
Bei den Wahlen zur verfassunggebenden Versammlung 2001 gewann die FRETILIN das Direktmandat von Ermera. Allerdings erhielt sie in Ermera, eigentlich einer ihrer Hochburgen, nur 31,94 % der Stimmen, landesweit eines der schlechtesten Ergebnisse. Grund dafür war vermutlich ihr hiesiger Wahlkampfleiter Tomás Aquino Gonçalves. Der ehemalige Bupati (indonesischer Regierungspräsident des Distrikts) unterstützte erst spät die Unabhängigkeitsbewegung und war in der Bevölkerung äußerst unbeliebt.
Bei den Parlamentswahlen in Osttimor 2007 wurde die Partido Democrático (PD) mit 21,4 % die stärkste Partei im Distrikt. Die Partido Unidade Nacional (PUN) erhielt 19,2 %, die landesweit stärkste Partei FRETILIN nur 13,5 % und der Congresso Nacional da Reconstrução Timorense (CNRT) 13,3 %. Bei den Parlamentswahlen 2012 gewann der CNRT mit 40,7 % die meisten Stimmen Ermeras. Zweiter wurde die FRETILIN mit 19,9 %, die PD erhielt nur noch knapp 7 %. Bei den Präsidentschaftswahlen 2017 holte António da Conceição von der PD in Ermera die meisten Stimmen, wurde landesweit aber nur zweiter. Auch 2017 siegte in Ermera der CNRT mit 34,7 %, vor FRETILIN mit 18,8 %, PD mit 12,9 % und KHUNTO mit 6,4 %. Bei den vorgezogenen Neuwahlen 2018 erhielt die Aliança para Mudança e Progresso (AMP), der der CNRT nun angehörte, 54,2 % der Stimmen.
Fernando de Araújo von der PD gewann mit 45,5 % in Ermera die meisten Stimmen in der ersten Runde der Präsidentschaftswahlen 2007, schied aber als landesweit Dritter aus. Bei den Präsidentschaftswahlen 2012 errang der unabhängige Kandidat José Ramos-Horta die meisten Stimmen in Ermera, schied aber, wie Araújo als landesweit Drittplatzierter aus. 2017 gewann António da Conceição (PD) in Ermea, verlor im Land aber gegen Francisco Guterres. Dieser wurde 2022 von José Ramos-Horta sowohl in Ermera als auch in Osttimor geschlagen.

## Symbole

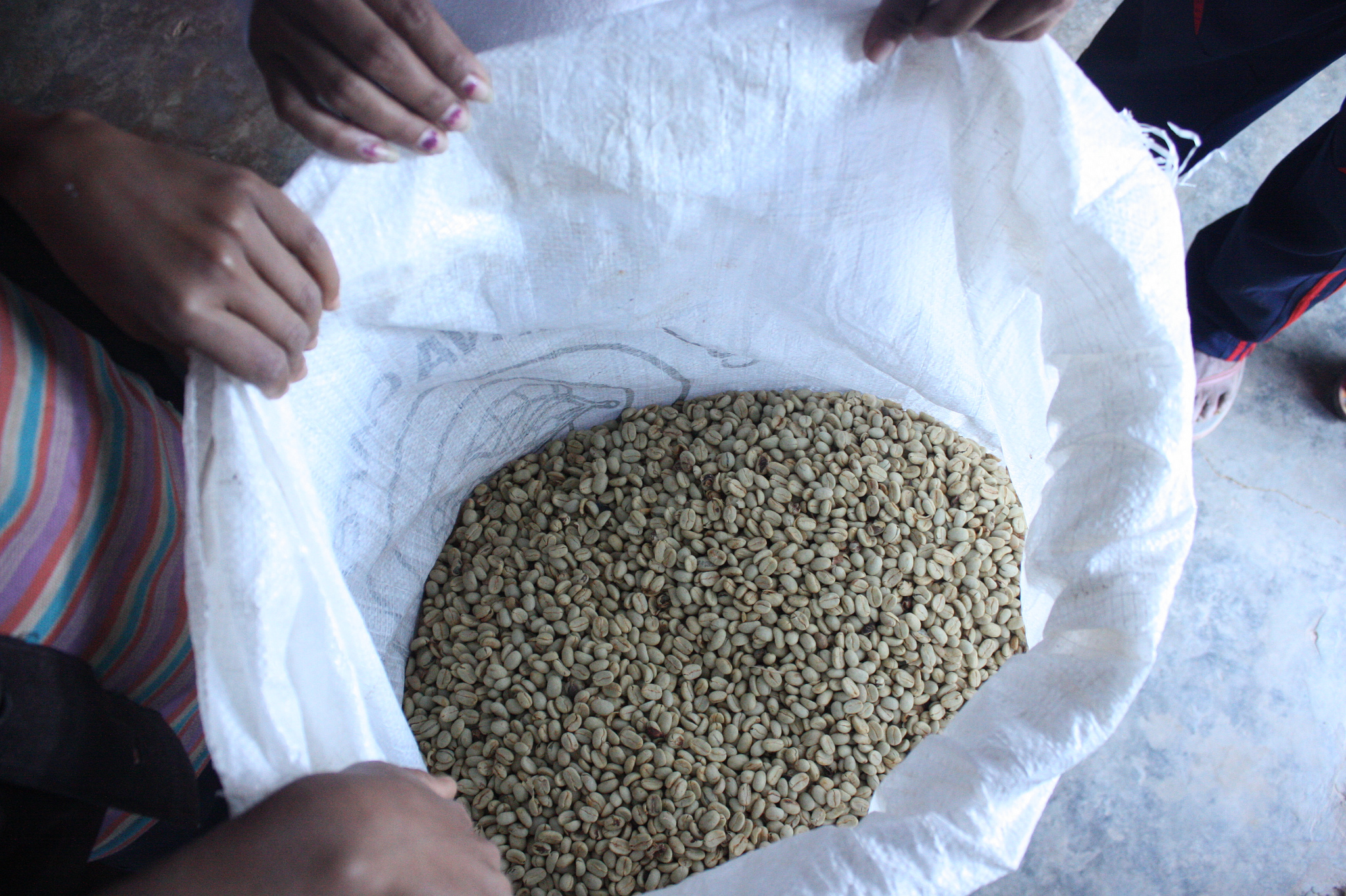
Kaffee aus Ermera

Die meisten Gemeinden Osttimors haben keine gesetzlichen Symbole. Allerdings nennt das Profil Ermeras von 2012 der Direksaun Nacional Administrasaun Local Kaffee als das Symbol Ermeras. Ermera ist das Zentrum des osttimoresischen Kaffeeanbaus.

## Wirtschaft

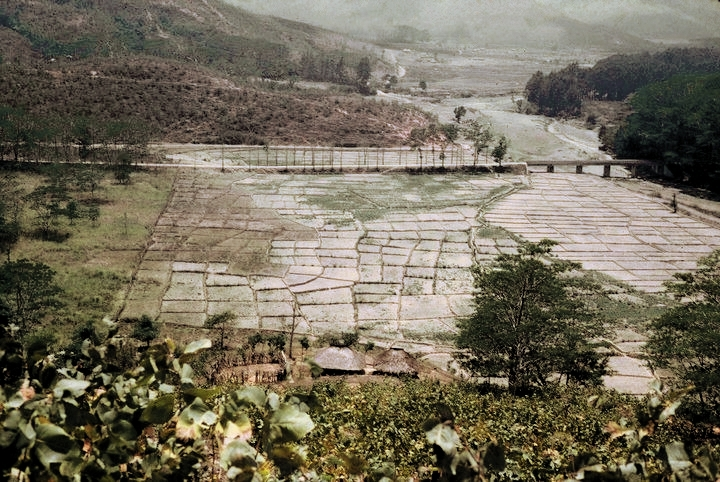
Reisfelder und Brücke über den Gleno

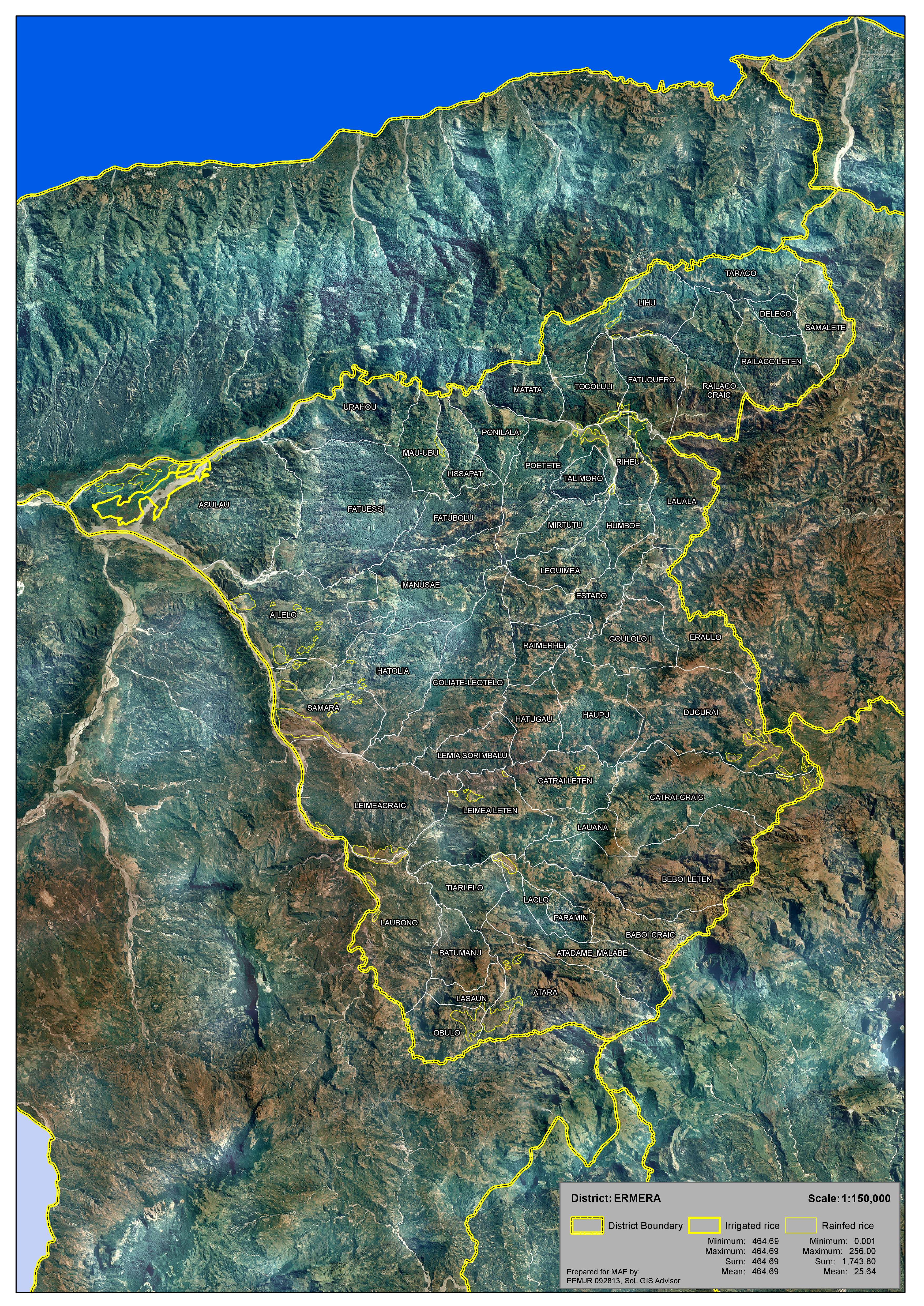
Reisanbaugebiete in Ermera

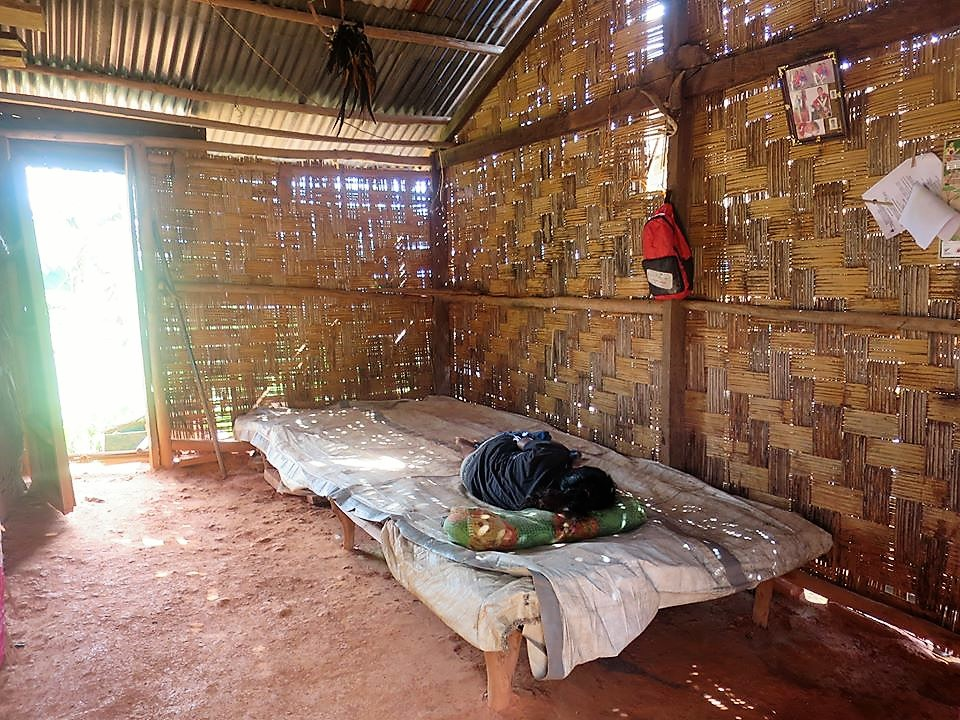
In einer Hütte in Fatuquero

Laut der Volkszählung von 2010 arbeiten 49 % aller Einwohner, die zehn Jahre oder älter sind (Landesdurchschnitt: 42 %). 5 % sind arbeitslos (5 %). 80,5 % der Haushalte betreiben Ackerbau, 86,3 % Viehzucht (Stand: 2010). Ermera gilt als Hauptregion des Kaffeeanbaus in Osttimor. Viele Familien, die etwas Land zur Verfügung haben, bauen das wichtigste Exportgut Osttimors an (69 % der Haushalte). In Estado liegt seit 2004 eine der größten kaffeeverarbeitenden Fabriken mit Nassaufbereitung von Kaffee. Eigentümer und Betreiber ist die Cooperativa Café Timor. Zukunft könnte der Anbau von Vanille und anderen Gewürzen bieten. Hier wäre das Klima in Letefoho und Ermera besonders gut geeignet. Auch über den Anbau von Heilpflanzen wird nachgedacht.
Daneben werden zur Nahrungsmittelversorgung Mais (72 % der Haushalte, Produktion 2008: 1.585 t), Maniok (72 %, 2.313 t), Süßkartoffeln, Gemüse (56 %), Bananen (alle drei insgesamt 932 t), Kokosnüsse (34 %) und Reis (11 %, 1.371 t) angebaut. Letzterer wird vor allem in Atsabe gepflanzt. In den anderen Verwaltungsämtern spielt er eine geringere Rolle. Ebenfalls in Atsabe hat man begonnen, Erbsen, Kohl und Zwiebeln anzubauen, in Hatulia und Letefoho sind es Tomaten, Bohnen und Erbsen. In Railaco, Hatulia und Gleno ist die Anpflanzung von Kokospalmen geplant. Aufgrund des dominierenden Kaffeeanbaus müssen zum Beispiel in das Verwaltungsamt Ermera Nahrungsmittel importiert werden. 56 % der Distriktfläche kann nicht für Landwirtschaft genutzt werden. Als Haustiere halten die Menschen hauptsächlich Hühner (65.229 in 71 % der Haushalte) und Schweine (27.501 in 68 % der Haushalte). Daneben auch Rinder (4.755 in 25 % der Haushalte), Ziegen (9.230 in 20 % der Haushalte), Pferde (3.525 in 11 % der Haushalte), Wasserbüffel (3.728 in 7 % der Haushalte) und Schafe (1.229 in 2 % der Haushalte). In Hatulia, Gleno und Atsabe plant man die Fischzucht.
Geschäftszentrum der Gemeinde ist die Hauptstadt Gleno. Atsabe war früher bekannt für die hohe Qualität seiner Tais, gewebte Textilien, die auch überregional verkauft wurden. Damals war in Atsabe der Handel die wichtigste Einnahmequelle der Bevölkerung, noch vor der Landwirtschaft. Viele der Händler flohen infolge der Unruhen von 1999 nach Westtimor. 2001 war es noch unklar, ob sie nach Atsabe zurückkehren würden, um ihr Geschäft wieder aufzunehmen.
In Fatubessi und Koliati gibt es heiße Quellen.
Aus Gleno sendet Radio Café Ermera (FM 92,3 MHz), der kommunale Radiosender der Gemeinde.

## Persönlichkeiten
- Augusto de Araújo, Abgeordneter
- Madalena Boavida, Finanzministerin
- Lucas da Costa (1952–2019), Politiker und Universitätsdirektor
- Cláudio de Jesus Ximenes (* in Ermera), Präsident des Tribunal de Recurso de Timor-Leste
- Eduardo de Deus Barreto (1951–2021), Unabhängigkeitskämpfer und Politiker
- Domingos da Silva Soares (1952–2025), Geistlicher
- Maria Olandina Isabel Caeiro Alves (1956–2025), Diplomatin
- Gabriel Ximenes (1956–2009), Abgeordneter
- Mateus de Jesus (1959–2015), Abgeordneter
- Maria da Costa Exposto (* 1960), Politikerin
- António 55 dos Santos (* 1960), Politiker und Unabhängigkeitsaktivist
- Nominando Soares Martins (* 1962), Unabhängigkeitsaktivist und Politiker
- José Neves (* 1962), Präsidentschaftskandidat und Beamter
- Sara Lobo Brites (* 1967), Politikerin
- João Maia da Conceicão (* 1969), Politiker
- Rui Manuel Hanjam (* 1969), Vizeminister
- Maria Madeira (* 1969), Künstlerin
- Adolfo Martins (* 1970), Politiker
- Domingos Augusto Deker (* 1970), Unabhängigkeitskämpfer und Politiker
- Leandro Maria Alves (* 1974), römisch-katholischer Bischof von Baucau
- Gastão Salsinha (* 1974), Soldat und Deserteur
- Agostinho Lay (* 1975), Abgeordneter
- Rosena Fátima de Oliveira Martins (* 1975), Hochschullehrerin und Politikerin
- Domingos Mariano Reis (* 1983), Politiker
- Elvina Sousa Carvalho (* 1986), Politikerin

## Partnerschaften
- Campo Maior, Portugal (seit 21. März 2013)[44]

## Belege
- Ministerium für Staatsverwaltung und Territorialmanagement (englisch)
- Ermera District Development Plan 2002/2003 (englisch; PDF-Datei; 374 kB)